# Lay-Lamidou
Lay-Lamidou település Franciaországban, Pyrénées-Atlantiques megyében. Lakosainak száma 126 fő (2022. január 1.). Lay-Lamidou Dognen, Lucq-de-Béarn, Ogenne-Camptort és Préchacq-Navarrenx községekkel határos.

## Népesség
A település népességének változása:
| Lakosok száma | 125  | 126  | 118  | 118  | 118  | 119  | 123  | 126  |
|               | 2013 | 2015 | 2017 | 2018 | 2019 | 2020 | 2021 | 2022 |